# Высокоскоростная железная дорога Узбекистана
Высокоскоростная железная дорога Узбекистана — пассажирская высокоскоростная железная дорога протяжённостью 741 км, соединяющая крупнейшие города Узбекистана — Ташкент, Самарканд, Бухару, Карши, Навои. 
Дорога проходит через 7 областей: Ташкентскую, Сырдарьинскую, Джизакскую, Самаркандскую, Кашкадарьинскую, Навоийскую и Бухарскую. Запущенную 8 октября 2011 года линию обслуживает электропоезд «Afrosiyob», курсирующий семь дней в неделю. 
Это вторая в СНГ (после линии Москва — Санкт-Петербург с электропоездами Сапсан в России) железнодорожная линия, на которой эксплуатируются высокоскоростные поезда.
На 2021 год на линии курсируют 6 скоростных поездов.

## История

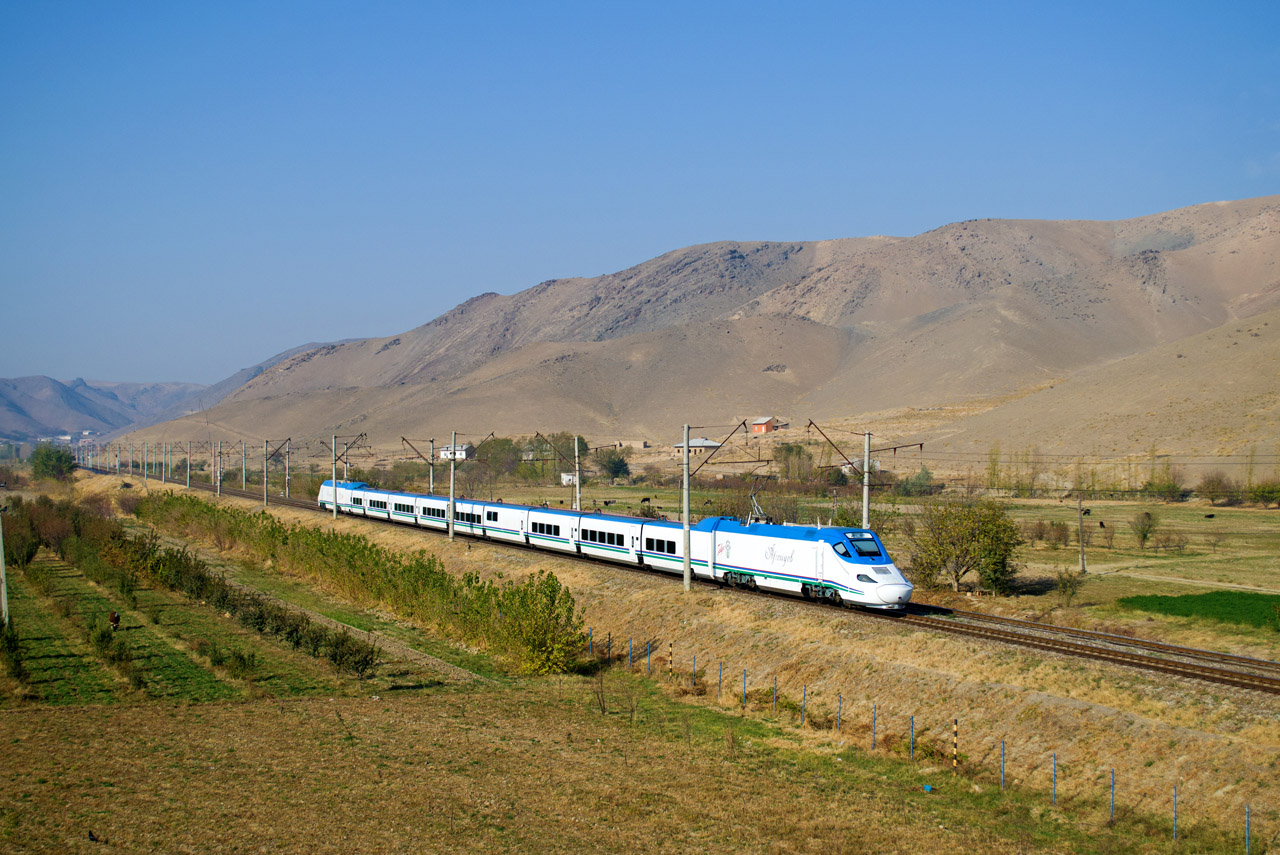
Электропоезд Afrosiyob на перегоне Джизак — разъезд 13.

Проектные работы осуществлялись институтами «Боштранслойиха» и «Тоштемирйўллойиха» АО «Ўзбекистон темир йўллари». Строительство первой линии, Ташкент — Самарканд началось 11 марта 2011 года, и было завершено за 5 месяцев.
Линия включает в себя как новые, так и заново перестроенные пути, которые были дополнены современной сигнальной системой, на протяжении всего маршрута от Ташкента до Самарканда.
В рамках модернизации инфраструктуры компания АО «Ўзбекистон темир йўллари» также завершила работы по улучшению технического состояния путей и контактной подвески общей протяженностью 600 километров, систем связи и сигнализации стоимостью около $50 млн.
Впервые в Узбекистане на данном участке построено 4 новых металлических моста через каналы общей протяженностью 400 м с применением пролетов длиной 110 м. Конструкция мостов позволяет пропускать поезда со скоростью 200 км/ч.
Завершены пусконаладочные работы по инфраструктуре, включая модернизацию систем электрификации, сигнализации и телекоммуникаций, обеспечивающих скорость движения поездов на указанном участке 250 км/ч.
Обследовано состояние 409 существующих на участке Ташкент — Самарканд искусственных сооружений, в том числе 154 моста. Реконструированы станции, охраняемые переезды, построены новые переезды.
С начала строительства на участке в соответствии с проектом построены 189 искусственных сооружений, в том числе 148 водопроводных труб, 40 дюкеров, 1 железнодорожный путепровод тоннельного типа длиной 142 м. Выполнены работы по переустройству существующих 65 пересечений различных инженерных коммуникаций, в их числе 43 линий электропередач, 10 газопроводов среднего и высокого давления, 6 водопроводов и 6 линий связи.
Завершена установка ограждений общей протяженностью 684 км из сборных железобетонных и металлических конструкций для обеспечения безопасности движения по всему маршруту движения высокоскоростных поездов вдоль железнодорожной линии Ташкент — Самарканд. Реконструированы пассажирские платформы на станциях Ташкент-пассажирский и Самарканд для обеспечения приема и отправления высокоскоростного поезда «Афросиаб».
Для организации высокоскоростного движения на участке от Ташкента до Самарканда АО «Ўзбекистон темир йўллари» вложила значительные средства для модернизации железнодорожной инфраструктуры, инвестировавший в проект около 170 млн долларов. Полная стоимость составила $225 млн.
Реализованы проекты стоимостью 520 млн долларов продления линии участками Самарканд — Бухара и Самарканд — Карши за счет кредитов Азиатского банка развития, Японского агентства международного сотрудничества (JICA) и собственных средств компании. Общая стоимость проекта составляет $961,5 млн.
Маршрут от Ташкента до Карши открыт в сентябре 2015 года, до Бухары — в сентябре 2016 года. До Навои (на втором маршруте) поезд «Афросиаб» идёт 3 часа (для сравнения: ранее поезд «Шарк» данное расстояние преодолевал за 6 часов), до Карши и Бухары — 3,5 часа.

### Дальнейшее развитие
С 2022 года в Узбекистане шла электрификация участка «Бухара—Ургенч—Хива» протяжённостью 465 км. В планах было завершить работы к 2024 году, а затем запустить высокоскоростное сообщение до Хивы из Ташкента, тем самым расширив сеть скоростных железных дорог страны. Сообщалось, что с запуском нового участка из Ташкента в Хиву можно будет доехать за семь часов, а из Бухары в Хиву — за три часа. Будущим скоростным поездам на этом направлении было дано имя в честь Джалаладдина Мангуберды. Согласно постановлению президента Узбекистана от 2023 года на линию запланировали закупить скоростные поезда компании от южнокорейской компании Hyundai Rotem. В первой половине 2025 года необходимый участок был электрифицирован, запуск скоростных поездов Hyundai Rotem был намечен на 2026 год.